# Aquaman (pel·lícula)
Aquaman és una pel·lícula de superherois estatunidenca de 2018, basada en el personatge de l'editorial DC Comics del mateix nom, dirigida per James Wan, escrita per Willy Deal i distribuïda per Warner Bros. Destinada a ser el sisè lliurament de l'univers estès de DC Comics, protagonitzada per Jason Momoa, en el paper estel·lar, compta amb les estrelles Amber Heard, Yahya Abdul-Mateen II, Patrick Wilson, Dolph Lundgren, Temuera Morrison, Nicole Kidman Willem Dafoe. La filmació es feu a Austràlia i s'estrenà el 26 de novembre de 2018 a Londres en 3D i IMAX. S'ha subtitulat al català.

## Repartiment
- Jason Momoa com Arthur Curry / Aquaman
- Amber Heard com Mera
- Willem Dafoe com Nuidis Vulko
- Temuera Morrison com Thomas Curry
- Dolph Lundgren com el Re Nereus de Xebel
- Nicole Kidman com Atlanna
- Patrick Wilson com el príncep Orm Marius / Ocean Master

A més, la pel·lícula compta amb la participació dels actors Ludi Lin, que interpreta Murk, líder de l'armada atlantiana, i Michael Beach com el pare de David Hyde / Black Manta.

## Producció

### Desenvolupament de la pel·lícula
El 2004, el lloc web conegut com a FilmJerk.com informar que Alan i Peter Riche, a través de la seva productora Sunrise Entertainment's, inicialment tenien al cap la idea de dur a Aquaman a la pantalla gran de Warner Bros, amb Ben Grant com a guionista i a qui originalment havien encarregat escriure el guió. No obstant això, la pel·lícula no va tenir l'aval i bon port per a ser produïda, de manera que la producció va ser rebutja i arxivada en aquell moment. Posteriorment, al mes de juliol de 2009, es va informar que Aquaman es trobava en desenvolupament per part d'Appian Way, una productora pertanyent a l'actor Leonardo DiCaprio. El president i CEO de Warner Bros Pictures, Barry Meyer, va dir en el seu moment que Aquaman com a pel·lícula es trobava en fase de desenvolupament.
Posteriorment, una font de Warner Bros va dir al lloc The Wrap que estaven discutint les possibilitats de la pel·lícula, fins i tot, amb una possible menció del personatge en la pel·lícula Man of Steel, així com una possible aparició en una futura pel·lícula amb Superman, Batman, Wonder Woman i una amb Aquaman. El productor Geoff Johns en aquells dies va manifestar a Variety que Aquaman era dels personatges que tenia entre les seves prioritats cinematogràfiques per a la companyia. Posteriorment, s'anunciaria que el 12 d'agost 2014 Warner Bros havia contractat als guionistes Will Beall i Kurt Johnstad per escriure dos guions independents per a la següent pel·lícula d'Aquaman. La pel·lícula es desenvoluparia per les vies duals, el que significaria que s'havien escrit dos guions, però que només la millor versió seria la que portarien al cinema.
A continuació, el 10 d'abril de 2015, The Hollywood Reporter informaria que James Wan seria candidat per dirigir la pel·lícula. Al mes de juny de 2015, Wan seria confirmat per dirigir la pel·lícula, donant el vistiplau al guió escrit per Kurt Johnstad. El 12 de novembre de 2015, David Leslie Johnson-McGoldrick va ser contractat per escriure una nova versió del guió, però, no va quedar clar si anava a estar escrivint el guió per separat o estaven treballant amb Wan. Va ser llavors que es va revelar que els plans dels anteriors guions havien estat rebutjats, per la qual tant, James Wan i Johns haurien planejat avançar amb un nou guió reescrit pel guionista Will Beall. Des de llavors, la preproducció va començar a Austràlia des de finals de novembre de 2016.

### Pressupost
La pel·lícula tingué un pressupost de 160.000.000 milions de dòlars.

### Desenvolupament del rodatge
El rodatge va començar a Austràlia el 2 de maig de 2017, sota el títol clau conegut com a Acab. La major part de la pel·lícula es va rodar en els estudis australians de Village Roadshow Estudis a la ciutat de Gold Coast, Queensland. El rodatge també va tenir lloc a les costes de Terranova, l'illa italiana de Sicília i en les costes de Tunísia.